# Stewart Grand Prix
Stewart Grand Prix var ett brittiskt formel 1-stall som grundades av den tidigare världsmästaren i formel 1 Jackie Stewart och hans son Paul. Stallet tävlade under tre säsonger i slutet av 1990-talet. 1999 köptes det upp av Ford som fortsatte tävla men under namnet Jaguar Racing.

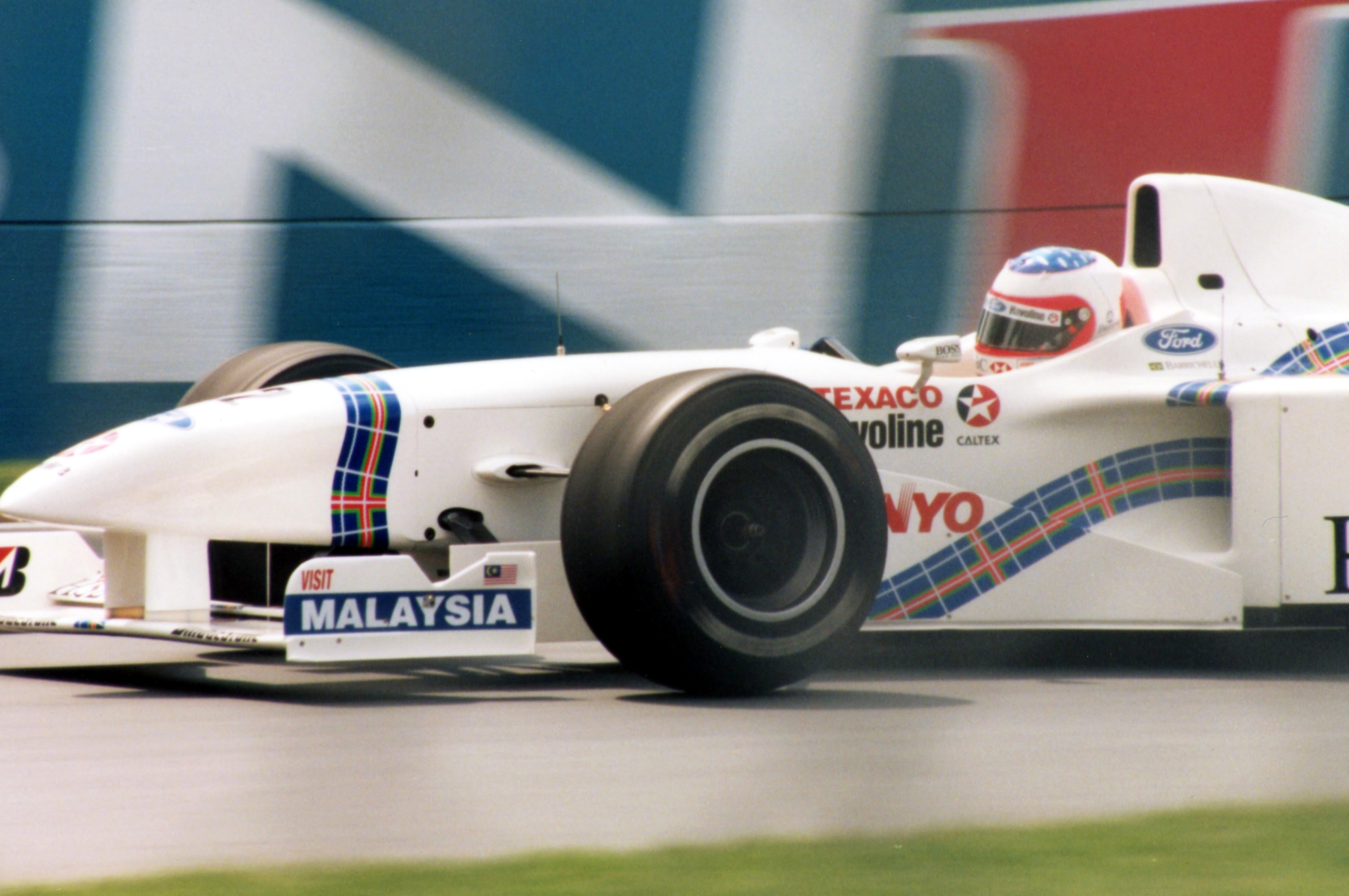
Rubens Barrichello i en Stewart SF1 under Kanadas Grand Prix 1997.

## F1-säsonger
| Säsong | Tävlingsnamn               | Bil         | Motor                | Däck | Poäng | VM-plac. | Förare 1           | Förare 2       | Övriga förare  |
| ------ | -------------------------- | ----------- | -------------------- | ---- | ----- | -------- | ------------------ | -------------- | -------------- |
| 1997   | HSBC Malaysia Stewart Ford | Stewart SF1 | Ford Zetec-R 3.0 V10 | B    | 6     | 9:a      | Rubens Barrichello | Jan Magnussen  |                |
| 1998   | HSBC Stewart Ford          | Stewart SF2 | Ford Zetec-R 3.0 V10 | B    | 5     | 8:a      | Rubens Barrichello | Jan Magnussen  | Jos Verstappen |
| 1999   | HSBC Stewart Ford          | Stewart SF3 | Ford Zetec-R 3.0 V10 | B    | 36    | 4:a      | Rubens Barrichello | Johnny Herbert |                |